# Casa Blanca (Ayabaca)
Casa Blanca es un caserío peruano ubicado en el distrito de Montero, perteneciente a la provincia de Ayabaca del departamento de Piura, al norte del Perú. 

## Ubicación
Casa Blanca se ubica al oeste de la provincia de Ayabaca, en el distrito de Montero, en el departamento de Piura.

## Demografía
En 2017 Casa Blanca tenía una población de 161 habitantes.
| Gráfica de evolución demográfica de Casa Blanca entre 1993 y 2017 |
|                                                                   |
| Fuentes: Población 1993 y 2017                                    |